# Strana růstu
Strana růstu (rusky Партия Роста) je ruská politická strana, hlásící se programově k liberálnímu konzervatismu.
Předchůdcem Strany růstu byla strana Správná věc, která vznikla v roce 2009 spojením Svazu pravicových sil, Demokratické strany Ruska a strany Občanská síla. V únoru 2016 byl jejím předsedou zvolen podnikatel Boris Titov, majitel vinařství v Abrau-Djurso, a 26. března byl přijat nový název Strana růstu. Strana se orientuje na voliče z řad živnostníků, požaduje liberalizaci a decentralizaci ruského hospodářství. Titov založil Stolypinův klub, inspirující se ekonomickými reformami Pjotra Stolypina.  
Strana růstu se zúčastnila parlamentních voleb v roce 2016, kde získala 1,29 % hlasů. V prezidentských volbách v roce 2018 nasadila jako svého kandidáta Borise Titova, který skončil na šestém místě se ziskem 0,76 %hlasů. Po zisku 0,64 % v parlamentních volbách v roce 2021 strana získala jeden poslanecký mandát, její zástupkyní ve Státní dumě je Oxana Dmitrijevová z Petrohradu. Strana má také své kandidáty v městských zastupitelstvech v Tomsku, Nižním Novgorodu a Kazani, starostou města Vichorevka je její člen Nikolaj Družinin.
Protože Boris Titov působí jako ombudsman pro záležitosti podnikatelů v administrativě Vladimira Putina, bývá Strana růstu označována za prokremelskou, i když formálně působí v opozici.

## Volební výsledky

### Prezidentské volby
| Volby | Kandidát    | První kolo | První kolo | Druhé kolo | Druhé kolo | Výsledek |
| Volby | Kandidát    | Hlasy      | %          | Hlasy      | %          | Výsledek |
| ----- | ----------- | ---------- | ---------- | ---------- | ---------- | -------- |
| 2018  | Boris Titov | 556 801    | 0.8        |            |            | Prohrál  |

### Státní duma
| Volby | Hlasy   | Hlasy | Mandáty | Mandáty | Pozice | Postavení |
| Volby | Abs.    | %     | Abs.    | ±       | Pozice | Postavení |
| ----- | ------- | ----- | ------- | ------- | ------ | --------- |
| 2016  | 679 030 | 1.3   | 0/450   | ▬0      | ▼9.    | –         |
| 2021  | 291 483 | 0.6   | 1/450   | ▲1      | ▼13.   | Opozice   |